# Клервуа, Жан-Франсуа
Жан-Франсуа́ Клервуа́ (фр. Jean-François Clervoy; род. 19 ноября 1958) — французский инженер и астронавт ЕКА. Участник трёх полётов на кораблях «Спейс Шаттл», общая продолжительность которых — 28 суток 3 ч 5 мин 34 с.

## Биография
Родился 19 ноября 1958 года в городе Longeville-les-Metz (Лонжвиль-ле-Метц) в департаменте Па-де-Кале (Франция). Детские годы провёл в городе Тулуза (Франция).
В 1976 году окончил военное училище Сен-Сир л'Эколь (Saint-Cyr-l'Ecole), получив степень бакалавра.В 1981 году Жан-Франсуа Клервуа получил диплом Политехнической школы в Париже. Позднее он присоединился к инженерной школе SUPAERO и наконец был принят в Высшую национальную школу аэронавтики и космоса в Тулузе (ENSAE), окончив её в 1983 году.

## Работа
С 1983 по 1987 год преподавал в качестве ассистента курсы обработки сигналов и общую механику в Высшей школе аэронавтики и космоса в Тулузе.
С 1987 по 1992 год являлся руководителем программы параболических полётов на самолёте Caravelle (Zero-G) в Центре лётных испытаний в городе Bretigny-sur-Orge (Бретиньи-сюр-Орг). С 1992 года работал в CNES системным инженером.

## Космические полёты
В 1985 году он был отобран в отряд астронавтов CNES и затем прошёл курс обучения в Звёздном городке, прежде чем 15 мая 1992 года был зачислен в отряд астронавтов ЕКА.
С 3 по 14 ноября 1994 года Жан-Франсуа Клервуа в качестве специалиста полёта в первый раз поднялся в космос на борту шаттла «Атлантис» по программе STS-66. Продолжительность полёта составила 10 дней 22 часа 34 минуты.
Второй полёт, в котором он принимал участие, продлился с 15 по 24 мая 1997 года. Клервуа в качестве специалиста полёта на борту шаттла «Атлантис» по программе STS-84 посетил орбитальную станцию «Мир». Продолжительность полёта составила 9 дней 5 часов 20 минут.
Его последний, третий старт в качестве специалиста по программе полёта состоялся на Дискавери STS-103, выполнявшем миссию по ремонту космического телескопа «Хаббл». Продолжительность полёта составила 7 дней 23 часа 11 минут 34 секунды.
Жан-Франсуа Клервуа принимал участие в программе разработки ATV. Он также президент компании Novespace.
Статистика
| # | Стартовый корабль | Старт, UTC        | Экспедиция           | Корабль посадки   | Посадка, UTC      | Налёт                       | Выходы в открытый космос | Время в открытом космосе |
| - | ----------------- | ----------------- | -------------------- | ----------------- | ----------------- | --------------------------- | ------------------------ | ------------------------ |
| 1 | Атлантис STS-66   | 03.11.1994, 16:59 | STS-66               | Атлантис STS-66   | 14.11.1994, 15:33 | 10 суток 22 часа 34 минуты  | 0                        | 0                        |
| 2 | Атлантис STS-84   | 15.05.1997, 08:07 | STS-84, Мир (23)     | Атлантис STS-84   | 24.05.1997, 13:27 | 09 суток 05 часов 19 минуты | 0                        | 0                        |
| 3 | Дискавери STS-103 | 20.12.1999, 00:49 | STS-103, Хаббл SM-3A | Дискавери STS-103 | 28.12.1999, 00:00 | 07 суток 23 часа 10 минут   | 0                        |                          |
|   |                   |                   |                      |                   |                   | 28 суток 03 часа 04 минуты  | 0                        |                          |

## Личные данные
Женат, двое детей. Увлекается ракетными видами спорта, катанием на каньонах, лыжами, бумерангами, фрисби и воздушными змеями.
Радиолюбитель с позывным KC5WKG.